# Pampatherium

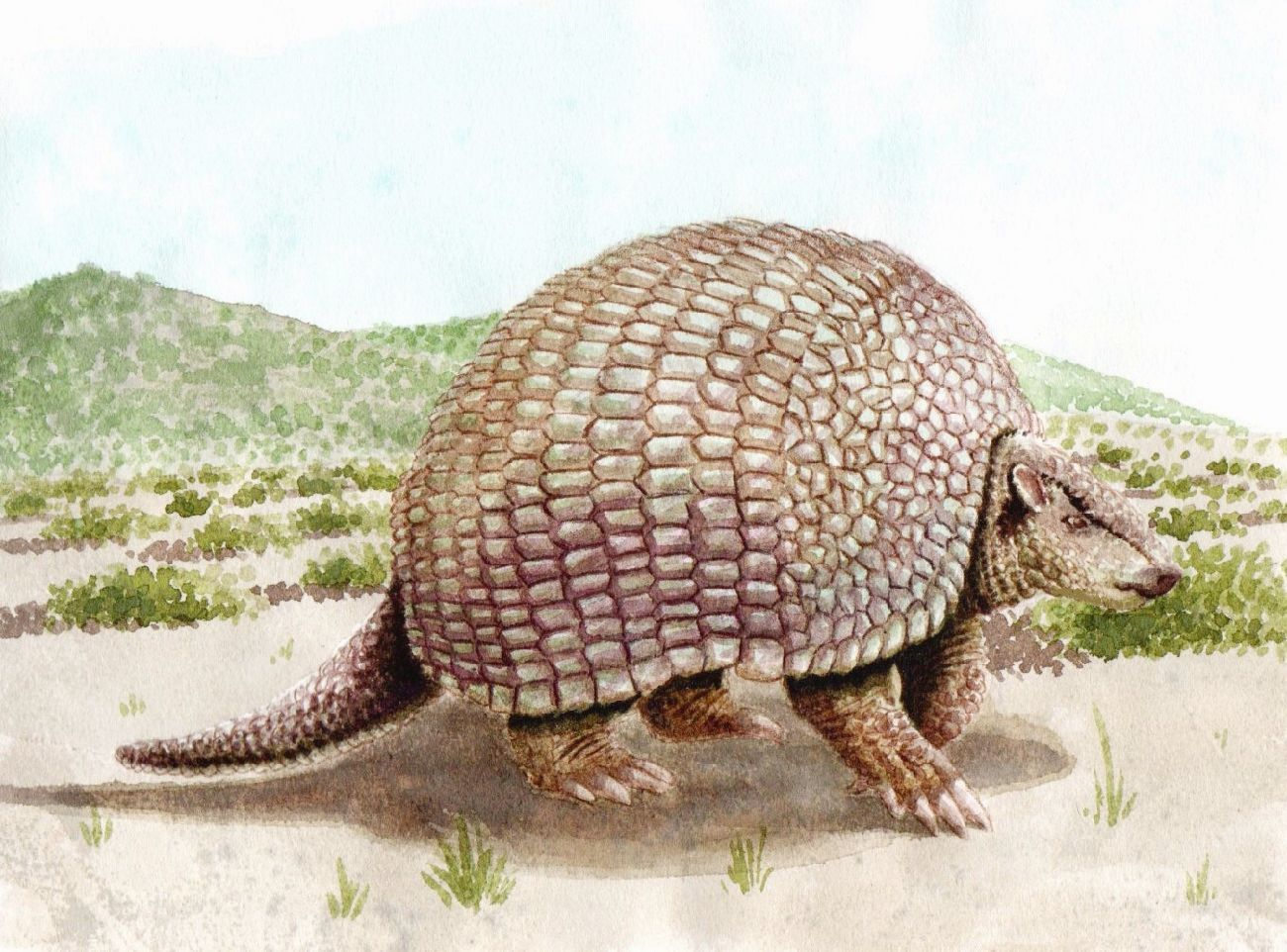
Representação artística de um Pampatherium.

Pampatherium é um gênero extinto de xenartros que viveu nas Américas durante o Pleistoceno.